# 古口站
古口站（日语：／ Furukuchi eki */?）是位於山形縣最上郡戶澤村大字古口256番地，東日本旅客鐵道（JR東日本）的陸羽西線車站。

## 歷史
- 1913年（大正2年）12月7日：車站啟用。
- 1987年（昭和62年）4月1日：伴隨國鐵分割民營化，車站由東日本旅客鐵道（JR東日本）營運[1]。
- 1991年（平成3年）：成為簡易委託車站。
- 2014年（平成26年）3月8日：車站大樓重建完成[2][3]。

## 車站構造
此站是地面車站，設有1面2線的島式月台。在陸羽西線中途站中唯一可進行列車交會的車站。車站大樓和月台（靠近余目一方）之間設有站內平交道連接。靠近車站大樓的月台是1號月台（主本線），對面的月台是2號月台（副本線）。兩月台可從兩方向進站和向兩方向出發，也可以進行折返。
此站是由新庄站管理的簡易委託車站，設有售票處（POS終端）。

### 月台
| 月台 | 路線      | 上下行 | 方向     |
| ---- | --------- | ------ | -------- |
| 1    | ■陸羽西線 | 下行   | 余目方向 |
| 2    | ■陸羽西線 | 上行   | 新庄方向 |

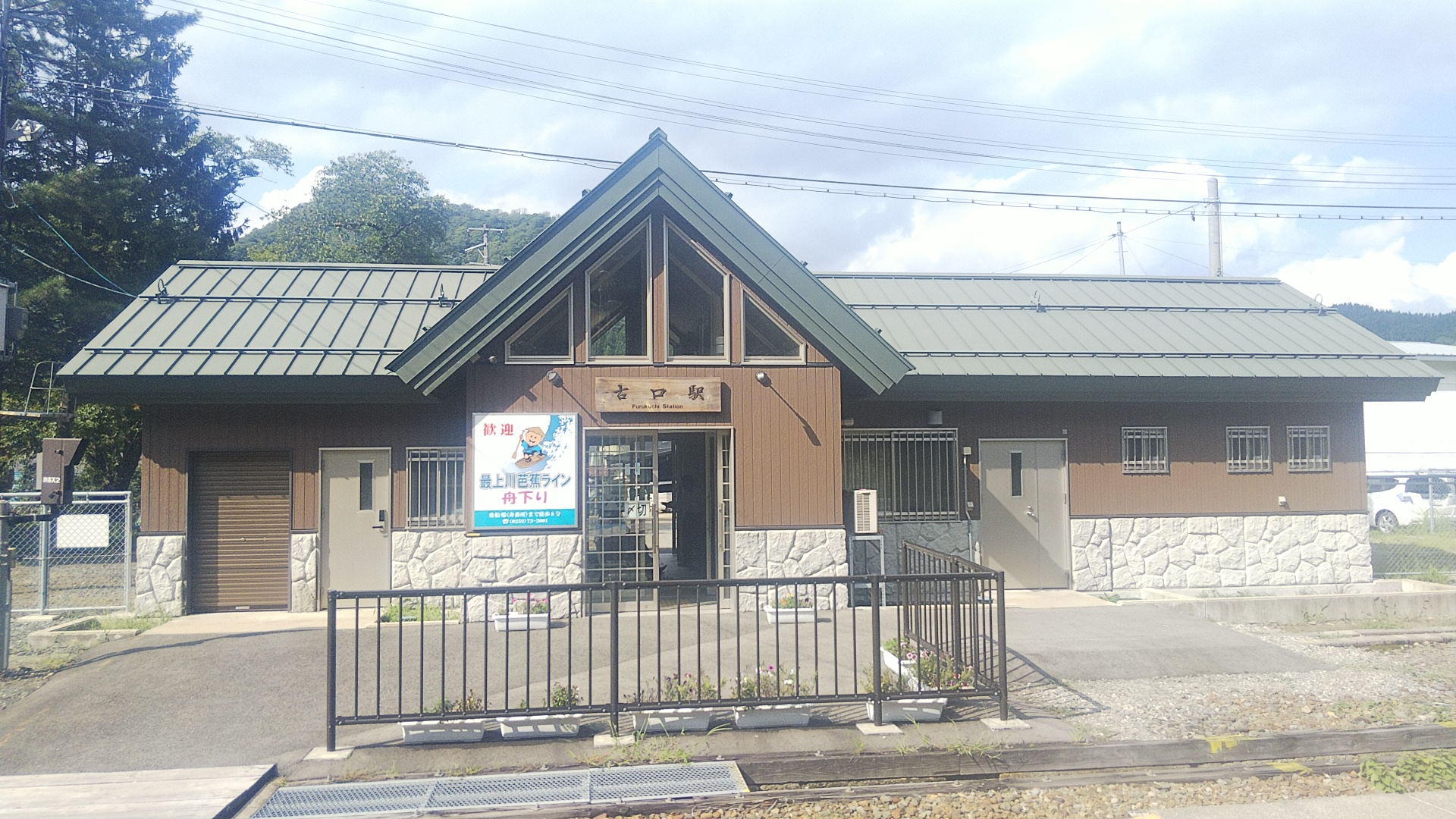
車站大樓（月台一方，2019年8月）
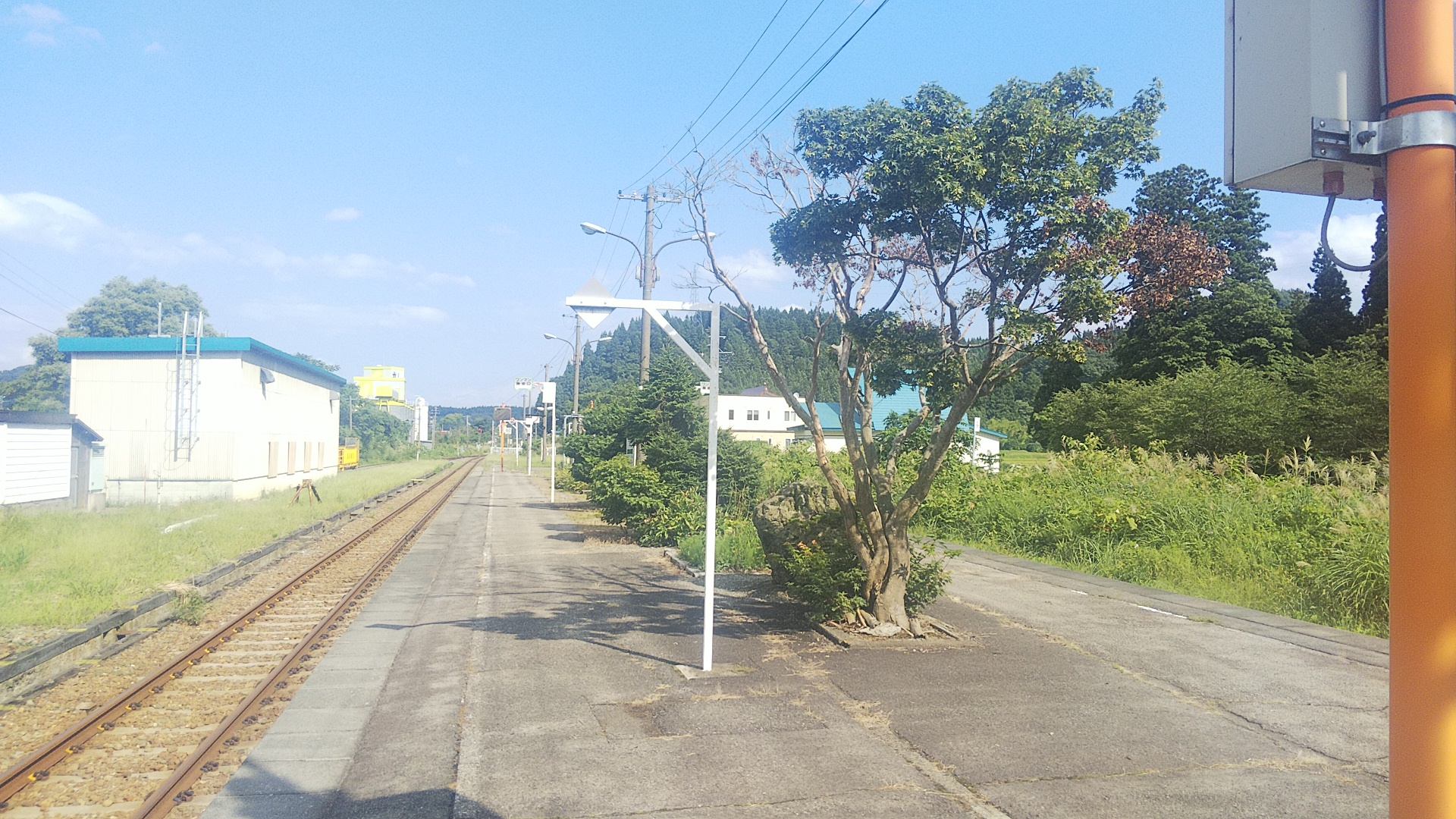
月台（2019年8月） 後方為新庄方向，左邊為1號月台
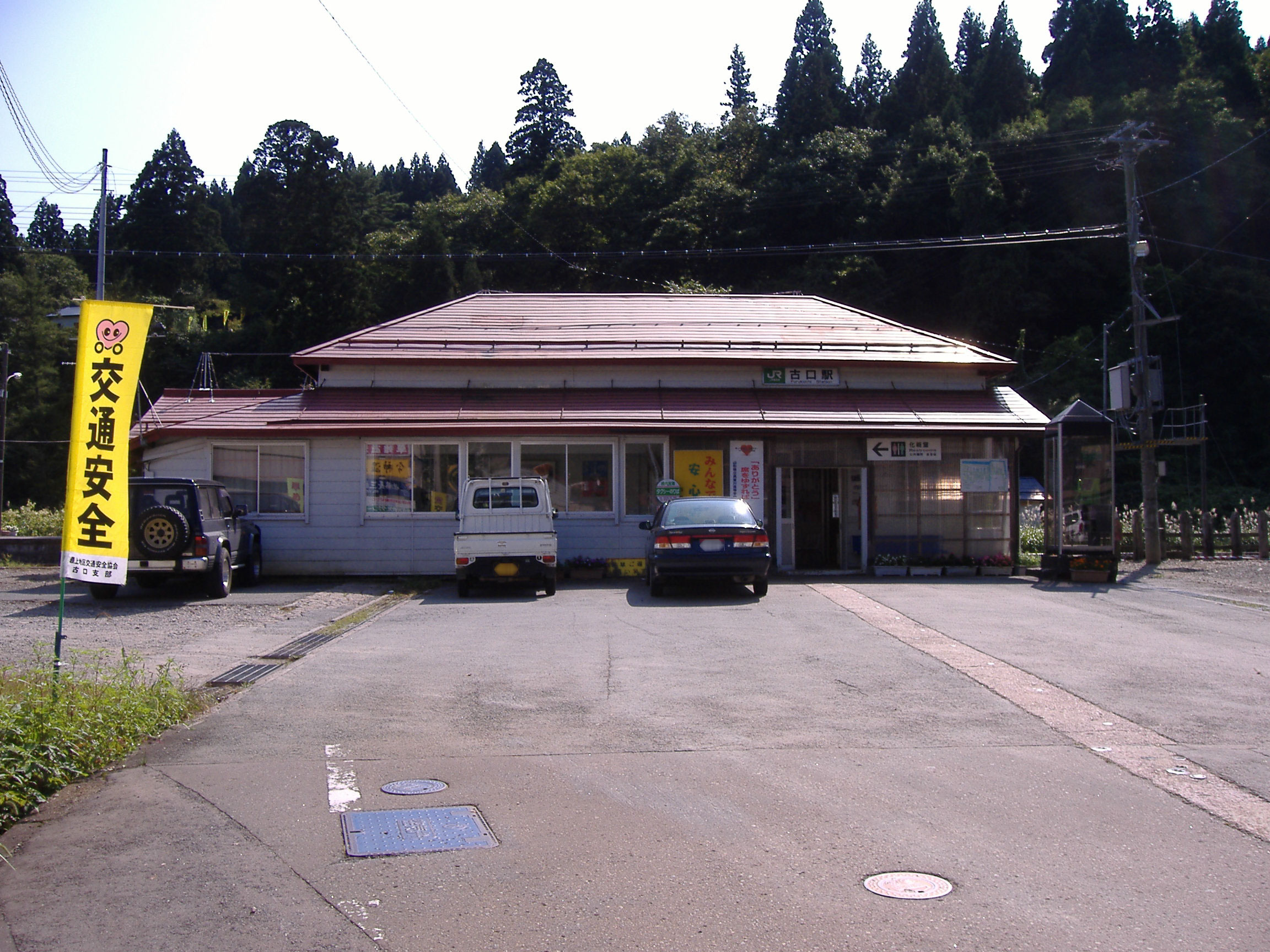
舊車站大樓（2006年9月）

## 使用狀況
根據「JR東日本」的資料，在2019年度（令和元年度）1日平均乘車人次為32人。
以下列出近年乘車人次變化：
| 年度               | 1日平均 乘車人次 | 參考資料        |
| ------------------ | ---------------- | --------------- |
| 2000年（平成12年） | 107              | [ 利用客数 2 ]  |
| 2001年（平成13年） | 94               | [ 利用客数 3 ]  |
| 2002年（平成14年） | 91               | [ 利用客数 4 ]  |
| 2003年（平成15年） | 84               | [ 利用客数 5 ]  |
| 2004年（平成16年） | 81               | [ 利用客数 6 ]  |
| 2005年（平成17年） | 75               | [ 利用客数 7 ]  |
| 2006年（平成18年） | 69               | [ 利用客数 8 ]  |
| 2007年（平成19年） | 61               | [ 利用客数 9 ]  |
| 2008年（平成20年） | 54               | [ 利用客数 10 ] |
| 2009年（平成21年） | 50               | [ 利用客数 11 ] |
| 2010年（平成22年） | 42               | [ 利用客数 12 ] |
| 2011年（平成23年） | 32               | [ 利用客数 13 ] |
| 2012年（平成24年） | 39               | [ 利用客数 14 ] |
| 2013年（平成25年） | 39               | [ 利用客数 15 ] |
| 2014年（平成26年） | 35               | [ 利用客数 16 ] |
| 2015年（平成27年） | 32               | [ 利用客数 17 ] |
| 2016年（平成28年） | 31               | [ 利用客数 18 ] |
| 2017年（平成29年） | 29               | [ 利用客数 19 ] |
| 2018年（平成30年） | 30               | [ 利用客数 20 ] |
| 2019年（令和元年） | 32               | [ 利用客数 1 ]  |

## 車站周邊
車站前設有小型站前廣場，設處設有的士站、巴士站和公共電話。
- 戶澤村公所
- 最上川（「最上川芭蕉線（日语：最上峡芭蕉ライン観光）」乘船處）
- 古口郵局

## 其他
在2002年此站被選為東北車站百選，理由是「最上川的玄關口」。

## 相鄰車站
東日本旅客鐵道（JR東日本）
■陸羽西線
□快速「最上川」（上行）
新庄←古口←狩川
□快速「最上川」（下行）、■普通
津谷－古口－高屋

## 注腳

### 使用狀況
1. 1 2  . 東日本旅客鐵道.   [2020-07-16]. （原始内容存档于2020-10-31） （日语）.
2. ↑  . 東日本旅客鐵道.   [2019-02-22]. （原始内容存档于2018-02-13） （日语）.
3. ↑  . 東日本旅客鐵道.   [2019-02-22]. （原始内容存档于2019-04-02） （日语）.
4. ↑  . 東日本旅客鐵道.   [2019-02-22]. （原始内容存档于2019-04-02） （日语）.
5. ↑  . 東日本旅客鐵道.   [2019-02-22]. （原始内容存档于2019-04-02） （日语）.
6. ↑  . 東日本旅客鐵道.   [2019-02-22]. （原始内容存档于2019-04-02） （日语）.
7. ↑  . 東日本旅客鐵道.   [2019-02-22]. （原始内容存档于2017-08-08） （日语）.
8. ↑  . 東日本旅客鐵道.   [2019-02-22]. （原始内容存档于2019-03-27） （日语）.
9. ↑  . 東日本旅客鐵道.   [2019-02-22]. （原始内容存档于2017-08-08） （日语）.
10. ↑  . 東日本旅客鐵道.   [2019-02-22]. （原始内容存档于2019-04-02） （日语）.
11. ↑  . 東日本旅客鐵道.   [2019-02-22]. （原始内容存档于2019-04-02） （日语）.
12. ↑  . 東日本旅客鐵道.   [2019-02-22]. （原始内容存档于2016-03-27） （日语）.
13. ↑  . 東日本旅客鐵道.   [2019-02-22]. （原始内容存档于2019-03-26） （日语）.
14. ↑  . 東日本旅客鐵道.   [2019-02-22]. （原始内容存档于2019-04-02） （日语）.
15. ↑  . 東日本旅客鐵道.   [2019-02-22]. （原始内容存档于2016-03-04） （日语）.
16. ↑  . 東日本旅客鐵道.   [2019-02-22]. （原始内容存档于2019-03-26） （日语）.
17. ↑  . 東日本旅客鐵道.   [2019-02-22]. （原始内容存档于2017-08-12） （日语）.
18. ↑  . 東日本旅客鐵道.   [2019-02-22]. （原始内容存档于2017-10-01） （日语）.
19. ↑  . 東日本旅客鐵道.   [2019-02-22]. （原始内容存档于2019-03-25） （日语）.
20. ↑  . 東日本旅客鐵道.   [2019-07-25]. （原始内容存档于2020-05-14） （日语）.

## 外部連結
- 車站資訊（古口）：東日本旅客鐵道（日語）